# Hear the Bells (EP)
Hear the Bells è il primo EP della cantautrice statunitense Vanessa Carlton, pubblicato il 21 novembre 2021. 
L'EP è composto da 4 tracce: due sono canzoni natalizie e due sono una versione acustica di due singoli della cantante, A Thousand Miles e Hear the Bells.

## Tracce
1. Do You Hear What I Hear? – 4:22 (Noël Regney, Gloria Shayne Baker)
2. Hear the Bells – 4:03 (Vanessa Carlton)
3. Happy Xmas (War Is Over) – 3:04 (John Lennon, Yoko Ono)
4. A Thousand Miles [Live Acoustic] – 4:38 (Vanessa Carlton)